# Andrej Aleksandrovič Jefimovič
Andrej Aleksandrovič Jefimovič (rusko Андрей Александрович Ефимович), ruski general, * 1773, † 1823.
Bil je eden izmed pomembnejših generalov, ki so se borili med Napoleonovo invazijo na Rusijo; posledično je bil njegov portret dodan v Vojaško galerijo Zimskega dvorca.

## Življenje
Leta 1789 je vstopil v dvorni Preobraženski polk in se takoj udeležil rusko-turške vojne; za zasluge je bil leta 1792 povišan v poročnika ter premeščen v Jekaterinoslavski kirasirski polk. Čez dve leti je bil povišan v stotnika in premeščen v Aleksandrinski huzarski polk. Med francosko-rusko vojno leta 1806-07 je bil povišan v podpolkovnika. 12. decembra 1808 je bil povišan v polkovnika in 12. maja naslednjega leta je postal poveljnik Aleksandrinskega huzarskega polka. 
Leta 1810 je bil polk dodeljen moldavski vojski, kjer se je udeležil rusko-turške vojne. Med patriotsko vojno se je ponovno izkazal, tako da je bil 30. avgusta 1814 povišan v generalmajorja. 20. decembra 1818 je postal poveljnik 1. brigade 2. dragonske divizije.
Natančni datum njegove smrti ni znan; med možnimi so tako 4. avgust, 24. avgust ali 4. september 1823.